# バン王
バン王（バンおう。英: King Ban）は、アーサー王伝説に登場する国王。フランスの地方国家ベンウィックの王であり、兄はボールス王。
彼と王妃エレイン（『コンスタン王の息子たちの物語』（Roman des fils du roi Constant）ではサーベ（Sabe）という名前である）との間にランスロットが生まれた。幼い頃のランスロットは湖の貴婦人のヴィヴィアンに連れ去られ、彼女に育てられた。また、アグラヴァデインの妻との間にエクター・ド・マリスという名の私生児も存在する。